# Einmal Mond und zurück
Einmal Mond und zurück (span.: Atrapa la bandera) ist ein im Jahr 2015 in Spanien computeranimierter Film unter der Regie von Enrique Gato (Regisseur des Films Tad Stones – Der verlorene Jäger des Schatzes!) Die deutschsprachigen Sprecher im Film sind unter anderem Samira Jakobs, Stefan Krause, Jürgen Kluckert.

## Handlung
Die erste Mission zum Mond fiel in der Geschichte zurück und wurde zu einem der wichtigsten Symbole des 20. Jahrhunderts, den Möglichkeiten des Menschen und dem Triumph der Wissenschaft. Jetzt kündigt der Multimillionär Richard Carson im Fernsehen an, dass Neil Armstrongs Mondmission nur ... ein Hollywood-Trick war. Er möchte auch den Lauf der Geschichte ändern, der erste Mann sein, der den Mond berührt und dessen Bodenschätze ausbeuten um der mächtigste Mann der Erde zu werden. Nur der 12-jährige Surfer Mike kann ihn aufhalten. Durch einen unglücklichen Zufall in einer uralten, wieder reaktivierten Rakete eingesperrt, macht er sich zusammen mit seinen Freunden, der zukünftigen Journalistin Amy und einem typischen Geek – Marty – und seinem Großvater – einem ehemaligen Astronauten – auf den Weg zum Mond, um die Welt vor Carsons Absichten zu retten.

## Synchronisation
| Rolle          | Spanischer Sprecher | Deutscher Sprecher |
| -------------- | ------------------- | ------------------ |
| Amy Gonzalez   | Michelle Jenner     | Samira Jakobs      |
| Bill Gigs      | Xavier Casan        | Stefan Krause      |
| Frank Goldwing | Camilo García       | Jürgen Kluckert    |
| Jack Farr      | Ramon Canals        | Gerrit Schmidt-Foß |
| Jay Lemmon     | Jordi Royo          | Frank Röth         |

## Produktion und Veröffentlichung
Dieser spanische computeranimierte Science-Fiction-Abenteuer-Comedy-Film wurde von 4 Cats Pictures produziert und von Lightbox Entertainment animiert. Es wurde eine 3D-Animation mit Adobe After Effects (visuelle Effekte), Autodesk Maya (Computeranimation), Nuke (Compositing) und ZBrush (Bildhauerei) verwendet.
Die Erstaufführung in Spanien folgte am 28. August 2015, während der Film bis Mitte 2016 auch in vielen weiteren Ländern ins Kino kam. Eine deutsche Version wurde am 9. Juni 2016 gezeigt.